# Ophioplax melite
Ophioplax melite är en ormstjärneart som beskrevs av A.H. Clark 1949. Ophioplax melite ingår i släktet Ophioplax och familjen Ophiochitonidae. Inga underarter finns listade i Catalogue of Life.